# Cantón de Givry-en-Argonne
El cantón de Givry-en-Argonne era una división administrativa francesa, que estaba situada en el departamento de Marne y la región de Champaña-Ardenas.

## Composición
El cantón estaba formado por veintitrés comunas:
- Auve
- Belval-en-Argonne
- Contault
- Dampierre-le-Château
- Dommartin-Varimont
- Éclaires
- Épense
- Givry-en-Argonne
- Herpont
- La Neuville-aux-Bois
- Le Châtelier
- Le Chemin
- Les Charmontois
- Le Vieil-Dampierre
- Noirlieu
- Rapsécourt
- Remicourt
- Saint-Mard-sur-Auve
- Saint-Mard-sur-le-Mont
- Saint-Remy-sur-Bussy
- Sivry-Ante
- Somme-Yèvre
- Tilloy-et-Bellay

## Supresión del cantón de Givry-en-Argonne
En aplicación del Decreto n.º 2014-208 de 21 de febrero de 2014, el cantón de Givry-en-Argonne fue suprimido el 22 de marzo de 2015 y sus 23 comunas pasaron a formar parte del nuevo cantón de Argonne, Suippe y Vesle.